# Димитровградский автоагрегатный завод
Димитровградский автоагрегатный завод (ДААЗ) — машиностроительная компания России, производитель автокомпонентов для отечественных автопроизводителей.  Находится в городе Димитровград Ульяновской области.
Полное название –  «Акционерное общество „Димитровградский автоагрегатный завод“».

## История
- 21 февраля 1967 года был издан Приказ Министра автомобильной промышленности СССР "О строительстве новых и реконструкции действующих заводов Министерства автомобильной промышленности для обеспечения Волжского автомобильного завода комплектующими изделиями", в том числе и строительства Мелекесского завода кузовной арматуры, карбюраторов и вкладышей («МЗКА»).
- В декабре 1969 года госкомиссия подписала акт о вводе в эксплуатацию первой очереди корпуса вспомогательных цехов.
- В июне 1972 года, с переименованием города, завод стал называться «ДААЗ» (Димитровградский автоагрегатный завод).
- 14 декабря 1972 года Указом Президиума Верховного Совета РСФСР заводу присваивается имя «50-летия СССР»[2].
- В сентябре 1974 года «ДААЗ» включен в Волжское объединение по производству легковых автомобилей.
- На 1982 год завод производит детали, узлы и агрегаты для Волжского и Камского автомобильных заводов. Узлы и детали также поставляются на ГАЗ, УАЗ, ЗАЗ, АЗЛК и другие автозаводы СССР.

- Май 1993 года — завод зарегистрирован как акционерное общество открытого типа. Учредитель ОАО «ДААЗ» — акционерное общество «АВТОВАЗ».
- Июль 1996 года — в соответствии с решением № 766 от 05.07.1996 г. администрации г. Димитровграда Ульяновской области была осуществлена перерегистрация Общества в открытое акционерное общества «Димитровградский автоагрегатный завод». Единственный учредитель - Акционерное общество открытого типа «АвтоВАЗ».
- 2009 — Общество входит в группу компаний Объединенные автомобильные технологии (Группа ОАТ), объединяющей всех производителей автокомпонентов для автомобилей АВТОВАЗ на территории РФ. Основные заказчики группы компаний ОАТ - это ОАО «АВТОВАЗ» и другие автопроизводители, а также предприятия, ориентированные на поставки в адрес ОАО «АВТОВАЗ».
- 2012 — На основании Решений единственного акционера ОАО «ДААЗ» на базе основных производств Общества созданы новые юридические Общества: - Общество с ограниченной ответственностью «ДААЗ Штамп», - Общество с ограниченной ответственностью «Димитровградский завод автокомпонентов», - Общество с ограниченной ответственностью «Димитровградский завод алюминиевого литья», - Общество с ограниченной ответственностью «Димитровградский инструментальный завод».
- 2014 — На основании решения единственного участника ОАО «ДААЗ» № 3 от 25.11.2014 г. была осуществлена перерегистрация Общества в акционерное общество «Димитровградский автоагрегатный завод» (непубличное).
- 2016 — Приказом министерства промышленности и торговли РФ от 06.05.2016 г. № 1459 АО «ДААЗ» присвоен статус управляющей компании индустриального (промышленного) парка. Согласно выписки из «Реестра индустриальных (промышленных) парков и управляющих компаний индустриальных (промышленных) парков» площадь территории индустриального (промышленного) парка ДААЗ» составляет 91 гектар. Основным видом деятельности АО «ДААЗ» является аренда и управление собственным или арендованным нежилым недвижимым имуществом.
- 2017 — В соответствии с принятым решением общего собрания участников ООО «ДААЗ Штамп» (протокол № 5 от 15.06.2017 г) была осуществлена его реорганизация в форме присоединения к нему ООО «ДЗА», ООО «ДЗАЛ», ООО «ДИЗ». С 14.06.2018 Общество является правопреемником ООО «ДЗА», ООО «ДЗАЛ», ООО «ДИЗ». Обществу присвоено наименование ООО «ДААЗ». Единственным участником Общества является ООО «Объединенные автомобильные технологии». Основной вид деятельности - производство прочих комплектующих и принадлежностей для автотранспортных средств.
- 2018 — В соответствии с п.2.1. Соглашения об отступном № 1 от 12.01.2018 г. единственным акционером АО «ДААЗ» становиться АО «Объединенные автомобильные технологии» (АО «ОАТ»). 20.02.2018 49% акций АО «ОАТ» переходит в ПАО «КАМАЗ», соответственно вся группа компаний ОАТ переходит под контроль ПАО «КАМАЗ».

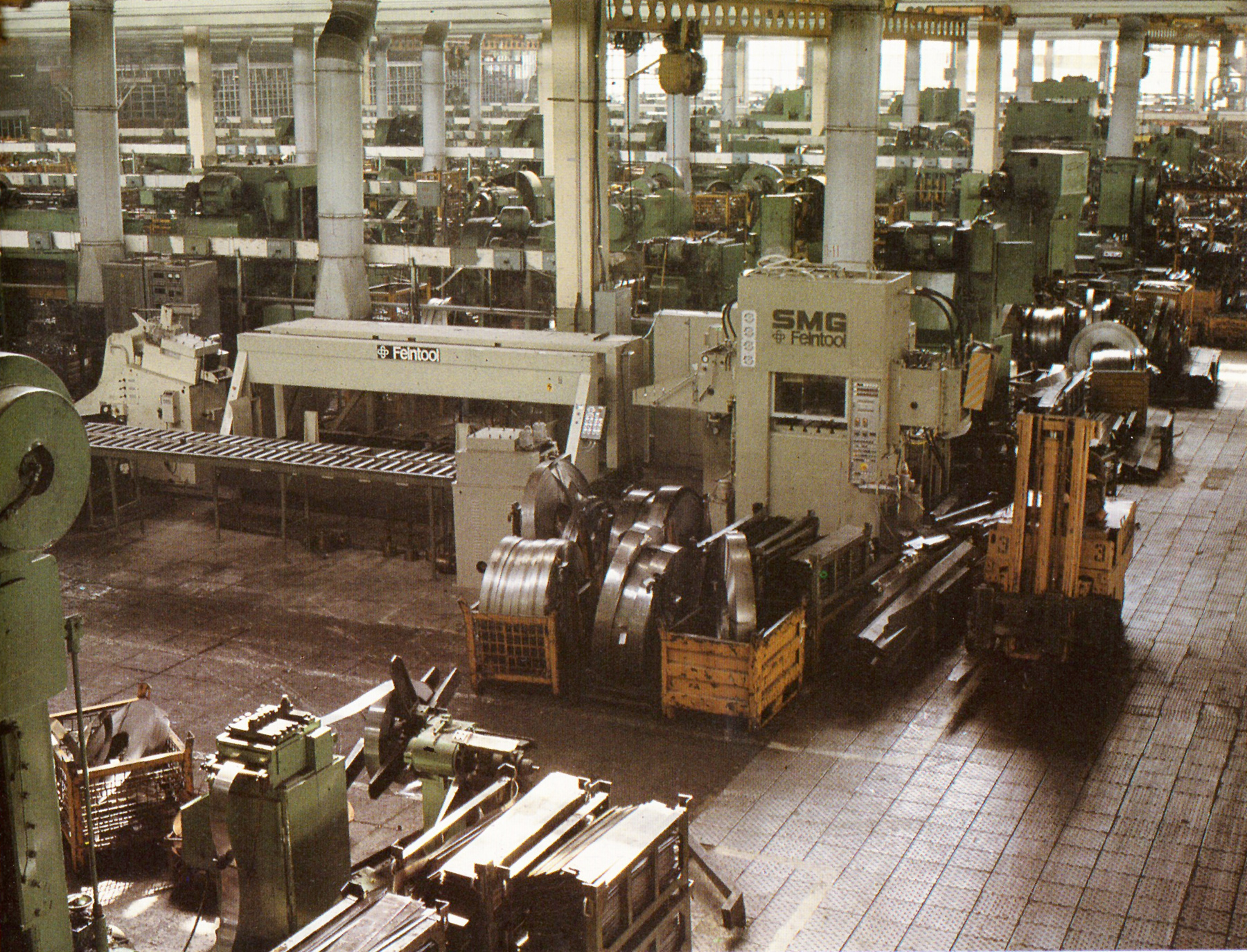
Прессовое производство ДААЗа, 1984 г.
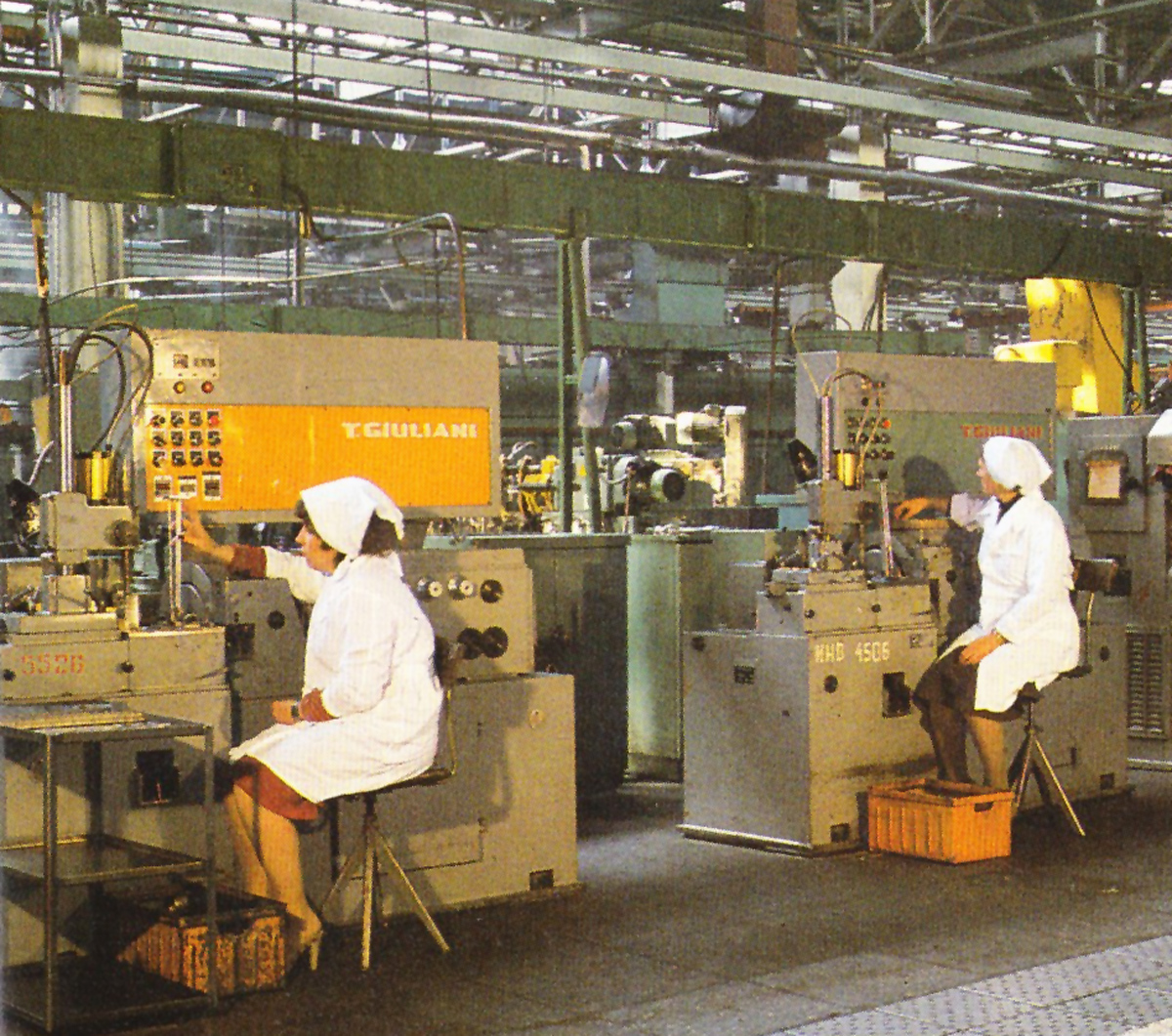
Механо-сборочное производство ДААЗа, 1984 г.
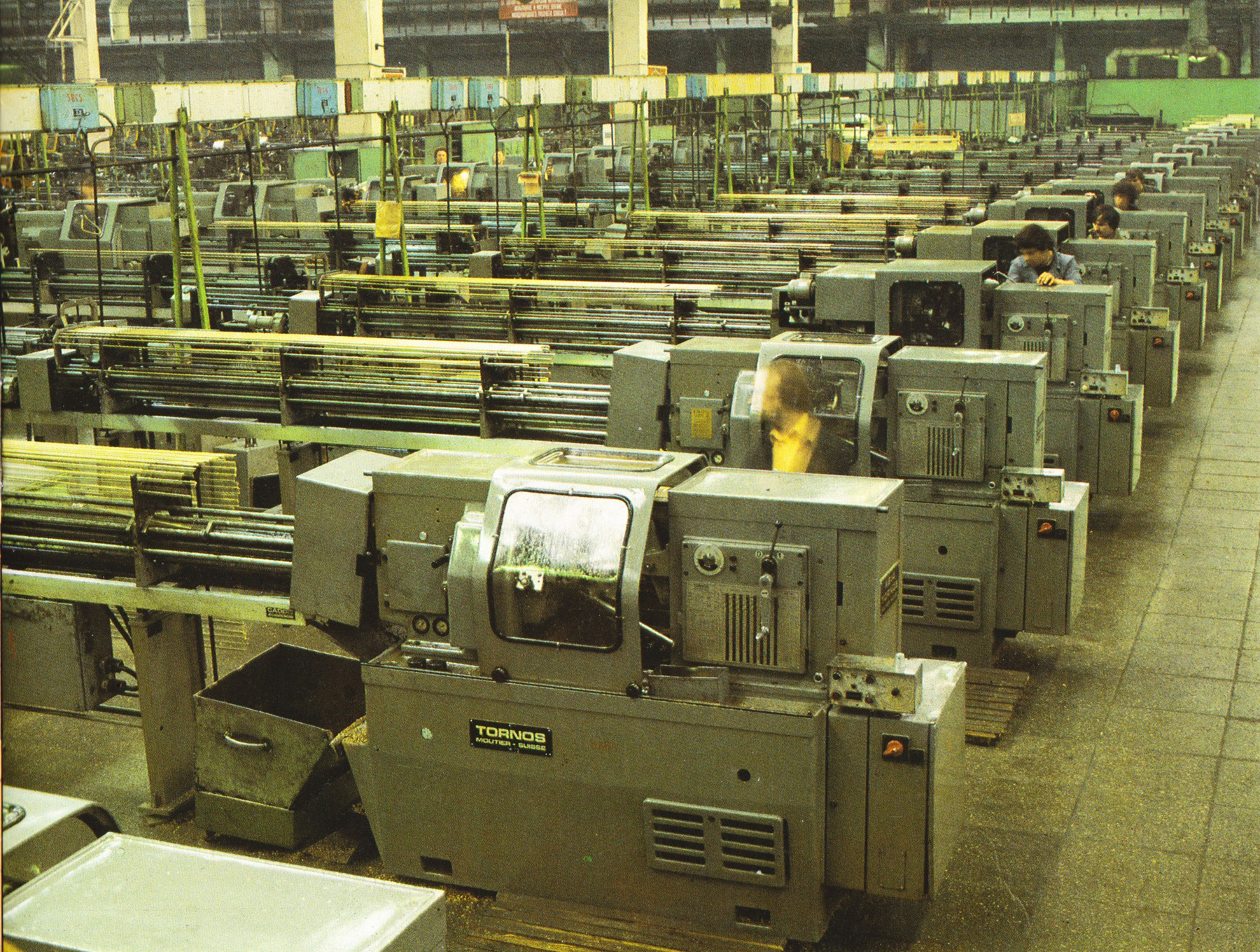
Автоматное производство ДААЗа, 1984 г.
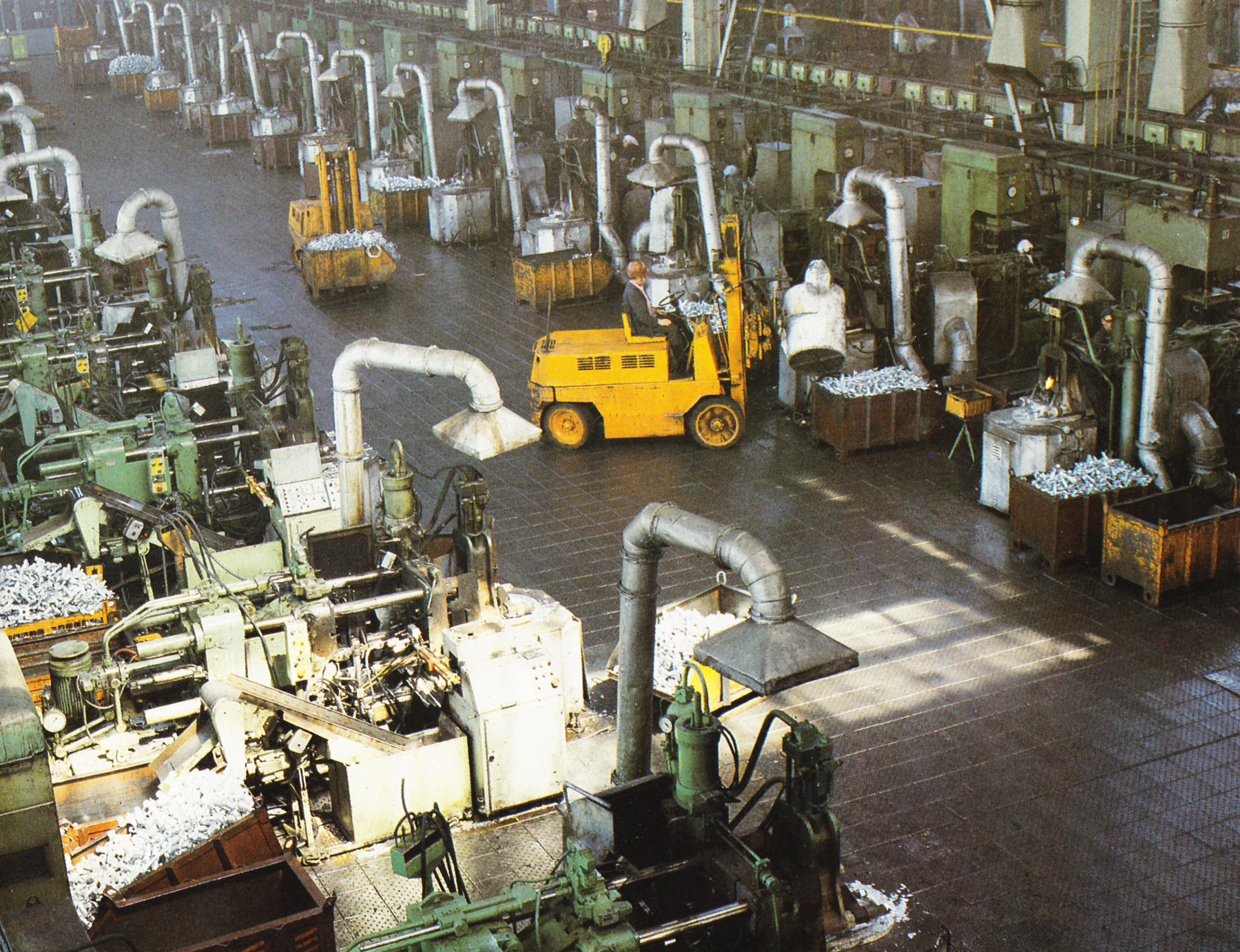
Литейное производство ДААЗа, 1984 г.

## Руководители

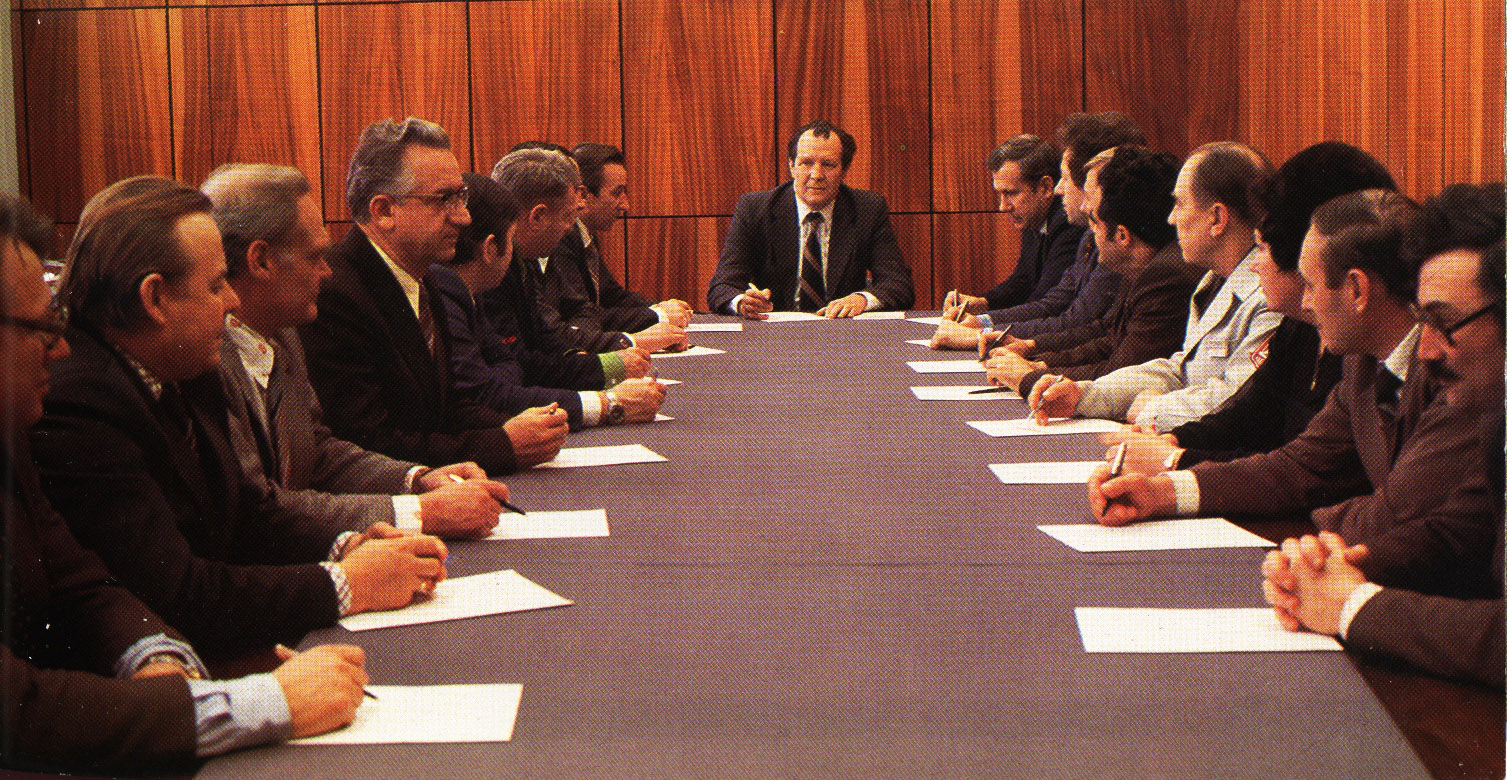
Оперативное совещание дирекции ДААЗа, 1984 г.

- Краснов Владимир Павлович — первый директор (1967), проработал несколько месяцев и был назначен директором завода «Комета» (Ульяновск)[3].
- Иноходов Евгений Маркелович — директор (1967—1974 г.г.). Введены в строй прессовое производство (Ю. К. Кабаев), механосборочное производство (А. Ф. Штукерт), цех карбюраторов, цех гальваники (А. А. Казаков), литейное производство (С. А. Михалёв), автоматное производство (А. П. Романенко), станко-инструментальное производство (А. М. Кузнецов), сформированы Отдел Главного Конструктора ОГК (А. И. Симатов),  Отдел Главного Технолога ОГТ (С. Т. Кваша), Отдел Главного Механика ОГМ (А. М. Аксёнов).
- Тахтаров Виталий Васильевич — директор ДААЗа с 1974 г. по 1978 г. Введены в строй цех порошковой металлургии, производство пластмасс, начала работу служба контроля качества, укомплектован вычислительный центр. Создана развитая социальная база.
- Николаев Алексей Васильевич — директор ДААЗа с 1978 г. по 1982 г. Президент-генеральный директор ОАО «АВТОВАЗ» с 1996 по 2002.
- Кваша Станислав Трофимович — директор ДААЗа с 1982 г. по 1986 г.
- Савченко Анатолий Сергеевич — директор ДААЗа с 1986 г. по 1998 г. Учредитель и член Украинского землячества «Краяны». Заслуженный машиностроитель РФ. Почётный гражданин Димитровграда (25.05.2005).
- Потёмкин Виктор Павлович — генеральный директор ОАО “ДААЗ” с 1998 г. по 2009 г.
- Родионов Сергей Иванович — управляющий ОАО "ДААЗ" с 2009 г по 2016 г
- Каменцев Алексей Вячеславович — Управляющий АО "ДААЗ" с 2016 г по 2019 г
- Халиуллин Вилсор Рафгатович — генеральный директор с 2019 г. по 2021 г.
- Слепушкин Андрей Павлович - генеральный директор с 2021 г. по 2023г.
- Ротман Евгений Геннадьевич - генеральный директор с 2023 г.

## Деятельность
ООО «ДААЗ», входящее в Группу Объединенные автомобильные технологии, является одним из ведущих российских производителей автокомпонентов для легковых и грузовых автомобилей отечественного и зарубежного производства.
Предприятие, основанное в 1967 году как завод по производству карбюраторов и кузовной арматуры для автомобилей ВАЗ, в настоящее время является многопрофильным специализированным предприятием с высокой степенью автоматизации и механизации производства, работающим по современным технологиям, обеспечивающим высокую надёжность и качество выпускаемой продукции. Производства ООО «ДААЗ»: литейное, прессовое, автоматное, гальваническое, производство механосборочных работ.
В ОАО «ДААЗ» входит восемь дочерних самостоятельных предприятий. До 2007 года в управлении заводом принимала участие самарская группа компаний «СОК». С 2007 года предприятие вошло в состав АО «Объединенные автомобильные технологии» («Оборонпром») государственной управляющей группы «Ростехнологии».
В 2013 году, распоряжением Правительства Ульяновской области №367-пр от 10 июня 2013 года, части территории Ульяновской области, находящейся в собственности ОАО "ДААЗ", был присвоен статус индустриального парка.
С декабря 2015 года основным видом деятельности управляющей компании индустриально-промышленного парка ДААЗ является сдача в наем собственного недвижимого имущества, а также предоставление услуг, направленных на обеспечение деятельности резидентов.
C 2016 г. предприятие АО "ДААЗ" возрождается путем слияния 4 дочерних компаний: ООО «ДААЗ Штамп», ООО «ДЗАЛ», ООО «ДЗА», ООО «ДИЗ».
Общая площадь производственных помещений «ДААЗ» составляет около 316 тыс. м².
Компания заняла 114-е место в списке крупнейших компаний России за 2002 год.
В настоящее время, на территории промышленной площадки Димитровградского автоагрегатного завода действуют следующие общества Группы компаний ОАТ:
- АО «ДААЗ» - сдача в аренду собственного недвижимого имущества;
- ООО «ДААЗ» - Производство прочих комплектующих и принадлежностей для автотранспортных средств
- ООО «Автосвет» - Производство электрических ламп и осветительного оборудования;
- ООО «ДЗПМ» - Производство прочих комплектующих и принадлежностей для автотранспортных средств;